# Ferdinand Laurberg
Ferdinand Laurberg (* 24. Februarjul. / 8. März 1904greg. in Vihterpalu, Kreis Harju, Gouvernement Estland; † 9. Oktober 1941 in Tallinn, Estnische SSR) war ein estnischer Fußballtorwart und Bandyspieler.

## Karriere
Ferdinand Laurberg wurde 1904 im Dorf Vihterpalu an der Nordküste Estlands im Kreis Harju geboren.
Er spielte in seiner Fußballkarriere ausschließlich für den estnischen Hauptstadtverein SK Tallinna Sport. Mit dem erfolgreichsten Verein der 1920er und 1930er Jahre gewann er 1929 die Estnische Fußballmeisterschaft.
Am 25. September 1927 in Riga bestritt Laurberg gegen die Lettische Nationalmannschaft (4:1 für Lettland) sein erstes und einziges Länderspiel für Estland.
Daneben war Laurberg einer der bekanntesten Bandyspieler seiner Zeit. Sechs Mal trat er in der estnischen Bandynationalmannschaft an. Sechs Mal wurde er mit seiner Mannschaft estnischer Bandymeister: 1928, 1929, 1930, 1931, 1932 und 1935.

## Fußballerische Erfolge
- Estnischer Meister: 1929